# André Sainte-Laguë
André Sainte-Laguë, (si pronuncia /lagü/) (Casteljaloux, 20 aprile 1882 – 18 gennaio 1950), è stato un matematico francese, pioniere della teoria dei grafi.
È anche noto per il metodo Sainte-Laguë.